# Paralimnophila pirioni
Paralimnophila pirioni är en tvåvingeart som först beskrevs av Alexander 1928.  Paralimnophila pirioni ingår i släktet Paralimnophila och familjen småharkrankar. Inga underarter finns listade i Catalogue of Life.